# Campanula carnica
Campanula carnica är en klockväxtart som beskrevs av Christian Julius Wilhelm Schiede, Franz Carl Mertens och Wilhelm Daniel Joseph Koch.
Campanula carnica ingår i släktet blåklockor och familjen klockväxter.

## Underarter
Arten delas in i följande underarter:
- Campanula carnica carnica
- Campanula carnica puberula